# Арден
Арден (на френски: Ardennes) е департамент в регион Гранд Ест, североизточна Франция. Образуван е през 1790 година от най-северната част на старата провинция Шампан, като получава името на планината Ардени. Площта му е 5229 км², а населението - 277 003 души (2016). Административен център е град Шарлевил-Мезиер.